# Discovery-turnén
Discovery-turnén var Pet Shop Boys turné i Sydamerika 1994.
Låtlista:
- Tonight Is Forever
- I Wouldn't Normally Do This Kind Of Thing
- Always On My Mind
- Domino Dancing
- To Speak Is A Sin
- One In A Million/Mr. Vain
- Paninaro '95
- Rent
- Suburbia
- Kings Cross
- So Hard
- Left To My Own Devices/Rhythm Of The Night
- Absolutely Fabulous
- Liberation
- West End Girls
- Can You Forgive Her?
- Girls And Boys
- It's A Sin/I Will Survive
- Go West
- Go West (reprise)
- Being Boring

Ibland framförde de även dessa låtar*
- To Face the Truth
- Where the Streets Have No Name (I Can't Take My Eyes Off You)
- Do I Have To?
- Euroboy